# Enrique A. Jiménez
Enrique Adolfo Jiménez Brin (Panamá, 11 de agosto de 1888 - Panamá, 28 de abril de 1970) fue un político y embajador panameño. Asumió de manera provisional como Presidente de Panamá desde el 15 de junio de 1945 hasta el 1 de octubre de 1948. 
A la edad de 25 años fue nombrado secretario privado del Presidente Belisario Porras, luego se desempeñó como diputado y logró ser presidente de la Asamblea Nacional en varias oportunidades. También fue Embajador de Panamá en Washington D. C. por varios años y en 1920 y 1932 fue Vicepresidente de la República.
Después del golpe de Estado civil que derrocó al Presidente Arnulfo Arias Madrid, hubo un período de transición liderado por Ricardo Adolfo de la Guardia, hasta que el 15 de junio de 1945 fecha en que la Asamblea Constituyente designó como nuevo Presidente Provisional a Enrique Adolfo Jiménez.
Se caracterizó por ser una figura extraordinaria con dotes de gran estadista. Ofrecía rápidas soluciones a los problemas.
Impulsó la autonomía de la Universidad de Panamá, proveyendo terrenos propios y una sólida base económica para sus funciones.
Durante su mandato, en 1946, se promulgó una nueva Constitución, que derogaba la Constitución de 1941, también durante su mandato se firmó el Tratado Filós-Hines, que garantizaba la permanencia de tropas norteamericanas en territorios estratégicos para la defensa del Canal. Esto produjo la manifestación de miles de personas, por lo que el presidente ordenó la suspensión de las garantías individuales. Al final el clamor popular fue escuchado y la Asamblea Nacional rechazó el tratado doce días después de haber sido firmado.
Durante su gestión dejó obras muy importantes como:
El Aeropuerto Internacional de Tocumen, La Zona Libre de Colón, Código de Trabajo, Código Sanitario, Hotel El Panamá, Escuela Artes y Oficios, Banco Provincial, Ministerio de Trabajo, Prevención Social y Salud Pública, Hospital Antituberculoso, Distrito de Alcalde Díaz, Ley Orgánica de Educación.